# Función Xi de Riemann

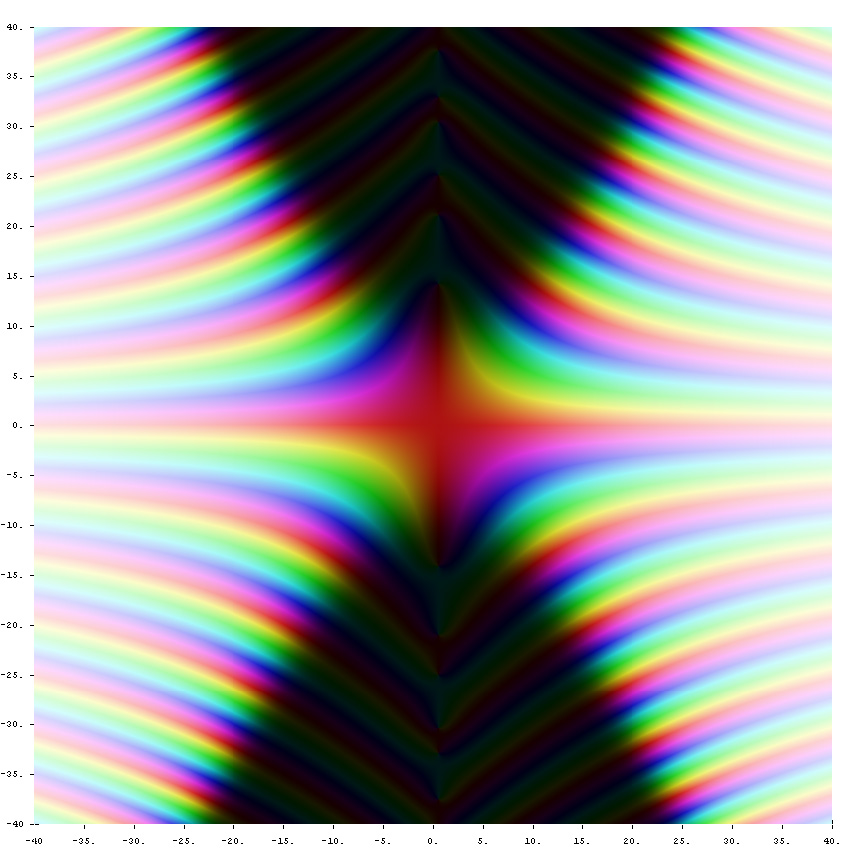
Función xi de Riemann en el plano complejo. El color de un punto codifica el valor de la función. Colores fuertes denotan valores cercanos a cero y el tono codifica el valor del argumento.

En matemática, la la función Xi de Riemann  es una variante de la función zeta de Riemann, y es definida así por la particularidad de tener una ecuación funcional simple. La función se llama así en honor a Bernhard Riemann.

## Definición
La función xi (minúscula) de Riemann está definida como:
{\displaystyle \xi (s)={\frac {1}{2}}s(s-1)\pi ^{-{\frac {s}{2}}}\Gamma \left({\frac {s}{2}}\right)\zeta (s).}
La ecuación funcional (o fórmula de reflexión) para la función xi es
{\displaystyle \xi (1-s)=\xi (s).\,}
La función Xi (mayúscula) está definida como
{\displaystyle \Xi (t)=\pi ^{-{\frac {{\frac {1}{2}}+it}{2}}}\Gamma \left({\frac {{\frac {1}{2}}+it}{2}}\right)\zeta \left({\frac {1}{2}}+it\right)}
y también obedece a la misma ecuación funcional.

## Valores
La fórmula general para enteros pares es
{\displaystyle \xi (2n)=(-1)^{n+1}{{B_{2n}2^{2n-1}\pi ^{n}(2n^{2}-n)(n-1)!} \over {(2n)!}}.}
Por ejemplo:
{\displaystyle \xi (2)={\pi  \over 6}.}

## Representación en forma de serie
La función xi tiene la siguiente expansión en forma de serie:
{\displaystyle {\frac {d}{dz}}\ln \xi \left({\frac {-z}{1-z}}\right)=\sum _{n=0}^{\infty }\lambda _{n+1}z^{n}.}
Esta expansión juega particularmente un papel importante en el criterio de Li, en el cual declara que la hipótesis de Riemann es equivalente a tener {\displaystyle \lambda _{n}>0} para todo número positivo n.

## Hipótesis de Riemann
Como se ha señalado por varios trabajos de Alain Connes y otros, la hipótesis de Riemann es equivalente a la afirmación de que la función xi de Riemann es el determinante funcional del operador 
{\displaystyle -D^{2}+f(x)\,}
con
{\displaystyle f^{-1}(x)={\sqrt {(}}4\pi ){\frac {d^{1/2}N(x)}{dx^{1/2}}}} así,
{\displaystyle {\frac {\xi (1/2+iz)}{\xi (1/2)}}={\frac {\det(H-z^{2})}{\det(H)}}},
cuya conjetura está apoyada mediante varias evaluaciones numéricas.